# Amictoides breviventris
Amictoides breviventris är en tvåvingeart som beskrevs av Philippi 1865. Amictoides breviventris ingår i släktet Amictoides och familjen dansflugor. Inga underarter finns listade i Catalogue of Life.